# De Nederlandse sterre die strale overal!
"De Nederlandse sterre die strale overal!" is een nummer van de Nederlandse muziekformatie Rubberen Robbie. Het verscheen op de heruitgave van hun album Rubberen Robbie 2 uit 1981. Dat jaar werd het tevens uitgebracht als single.

## Achtergrond
De hoofdmelodie van "De Nederlandse sterre die strale overal!" is geschreven door groepsleden Erwin van Prehn, Elmer Veerhoff, Aart Mol, Cees Bergman en Geertjan Hessing. Het nummer is geproduceerd door de groepsleden onder de naam Cat Music. Het nummer is een medley van parodieën op diverse Nederlandstalige hits, waarvan de teksten op humoristische wijze zijn aangepast. Het nummer was geïnspireerd door het succes van het project Stars on 45 en de gelijknamige single, waar Bergman een deel van had ingezongen.
Er bestaan twee singleversies van "De Nederlandse sterre die strale overal!" die allebei werden uitgebracht. De reguliere singleversie, die een lengte van 3:57 minuten heeft, bevat parodieën van "Ritme van de regen" (Rob de Nijs), "Waarom heb jij me laten staan?" (De Heikrekels), Huilen is voor jou te laat" (Corry en de Rekels), "Sophietje" (Johnny Lion), "Ik krijg een heel apart gevoel van binnen" (Corry Konings), "Pappie loop toch niet zo snel" (Herman van Keeken), "Rozen voor Sandra" (Jimmy Frey), "Wij zijn twee eenzame cowboys" (Johnny & Rijk) en "Bij de marine" (Dorus). In de langere 12"-versie, die 6:44 minuten duurt, zijn hiernaast ook parodieën van "Brigitte Bardot" (The Emeralds), "Dinge-dong" (Teach-In), "Katinka" (De Spelbrekers), "'n Beetje" (Teddy Scholten), "Ik ben gelukkig zonder jou" (Conny Vandenbos), "Brandend zand" (Anneke Grönloh) en "Ik sta op wacht" (Joop de Knegt) te horen.
"De Nederlandse sterre die strale overal!" werd een grote hit. Het bereikte de nummer 1-positie in zowel de Nederlandse Top 40 als de Nationale Hitparade. Ook in Vlaanderen kwam het in de hitlijsten terecht, waar het de zevene plaats in een voorloper van de Ultratop 50 bereikte.

## Hitnoteringen

### Nederlandse Top 40
| Hitnotering: 01-08-1981 t/m 03-10-1981 | Hitnotering: 01-08-1981 t/m 03-10-1981 | Hitnotering: 01-08-1981 t/m 03-10-1981 | Hitnotering: 01-08-1981 t/m 03-10-1981 | Hitnotering: 01-08-1981 t/m 03-10-1981 | Hitnotering: 01-08-1981 t/m 03-10-1981 | Hitnotering: 01-08-1981 t/m 03-10-1981 | Hitnotering: 01-08-1981 t/m 03-10-1981 | Hitnotering: 01-08-1981 t/m 03-10-1981 | Hitnotering: 01-08-1981 t/m 03-10-1981 | Hitnotering: 01-08-1981 t/m 03-10-1981 | Hitnotering: 01-08-1981 t/m 03-10-1981 |
| Week                                   | 1                                      | 2                                      | 3                                      | 4                                      | 5                                      | 6                                      | 7                                      | 8                                      | 9                                      | 10                                     |                                        |
| -------------------------------------- | -------------------------------------- | -------------------------------------- | -------------------------------------- | -------------------------------------- | -------------------------------------- | -------------------------------------- | -------------------------------------- | -------------------------------------- | -------------------------------------- | -------------------------------------- | -------------------------------------- |
| Nummer                                 | 14                                     | 6                                      | 2                                      | 1                                      | 1                                      | 1                                      | 3                                      | 13                                     | 20                                     | 39                                     | uit                                    |

### Nationale Hitparade
| Hitnotering: 08-08-1981 t/m 17-10-1981 | Hitnotering: 08-08-1981 t/m 17-10-1981 | Hitnotering: 08-08-1981 t/m 17-10-1981 | Hitnotering: 08-08-1981 t/m 17-10-1981 | Hitnotering: 08-08-1981 t/m 17-10-1981 | Hitnotering: 08-08-1981 t/m 17-10-1981 | Hitnotering: 08-08-1981 t/m 17-10-1981 | Hitnotering: 08-08-1981 t/m 17-10-1981 | Hitnotering: 08-08-1981 t/m 17-10-1981 | Hitnotering: 08-08-1981 t/m 17-10-1981 | Hitnotering: 08-08-1981 t/m 17-10-1981 | Hitnotering: 08-08-1981 t/m 17-10-1981 | Hitnotering: 08-08-1981 t/m 17-10-1981 |
| Week                                   | 1                                      | 2                                      | 3                                      | 4                                      | 5                                      | 6                                      | 7                                      | 8                                      | 9                                      | 10                                     | 11                                     |                                        |
| -------------------------------------- | -------------------------------------- | -------------------------------------- | -------------------------------------- | -------------------------------------- | -------------------------------------- | -------------------------------------- | -------------------------------------- | -------------------------------------- | -------------------------------------- | -------------------------------------- | -------------------------------------- | -------------------------------------- |
| Nummer                                 | 12                                     | 1                                      | 1                                      | 1                                      | 1                                      | 2                                      | 3                                      | 8                                      | 13                                     | 32                                     | 44                                     | uit                                    |